# 模擬教派

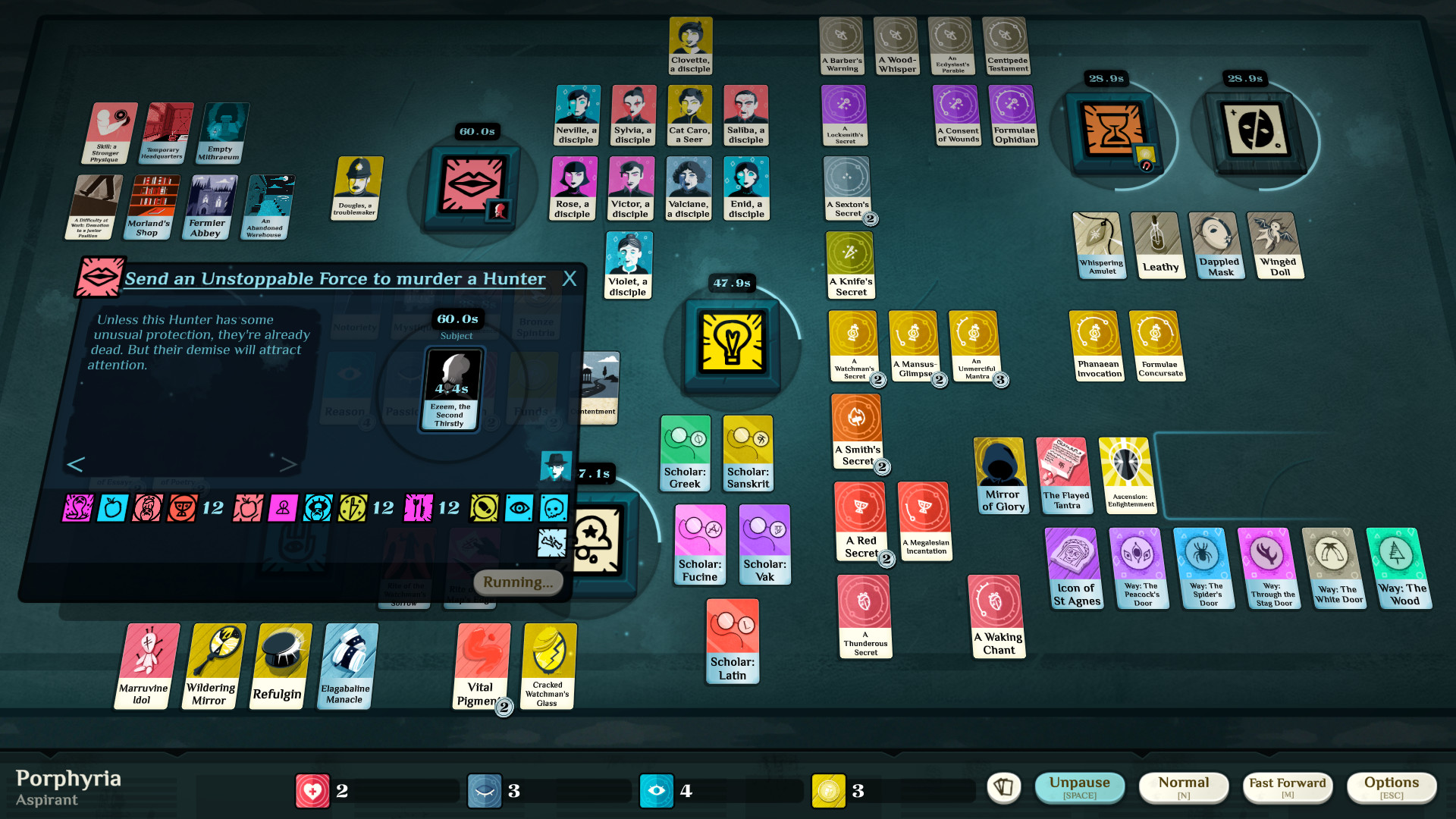
《模擬教派》遊戲畫面

《模擬教派》是2018年卡牌模擬遊戲，由英國獨立工作室Weather Factory開發、Humble Bundle發行，對應Linux、macOS和Microsoft Windows平台。Android和iOS版由Playdigious開發，並於2019年發行。任天堂Switch移植版於2021年發行。